# Maïakovskoïe
Maïakovskoïe (en russe : Маяковское, en allemand : Nemmersdorf, en lituanien : Nemirkiemis) est une localité de l'oblast de Kaliningrad (Russie), située au sud-est de la ville de Goussev, sur les rives de l'Angrapa.

## Histoire
Jusqu'en 1945, la localité de Nemmersdorf faisait partie de la province de Prusse-Orientale, alors province allemande. Elle devint tristement célèbre durant la Seconde Guerre mondiale lorsque s'y déroula le 21 octobre 1944, le premier crime de guerre de l'Armée rouge sur le territoire allemand contre des civils allemands. Cet événement est connu sous le nom de massacre de Nemmersdorf.
C'est la première commune allemande prise par l'armée rouge.

## Démographie
Recensements et estimations de la population,:
| 2002* | 2010* | - |
| ----- | ----- | - |
| 857   | 913   | - |